# Список ссавців Ісландії
Список ссавців Ісландії містить перелік із 23 видів ссавців, зареєстрованих на території Ісландії (Північна Атлантика) згідно з МСОП. Список не містить бродячих (як-от Balaena mysticetus, Erignathus barbatus, Pagophilus groenlandicus, Rattus rattus, Ursus maritimus) і свійських тварин.
Дика природа Ісландії багата птахами й морськими ссавцями, але єдиним наземним ссавцем, який жив у Ісландії перед тим, як прийшли люди, був песець. Морська течія Гольфстрім стабільно постачає теплу воду до узбережжя Ісландії, роблячи його теплішим, ніж це очікувалося б на цій широті. Прибережні води Ісландії відіграють ключову роль у багатстві фауни морських ссавців. Найпоширенішими морськими ссавцями є смугач малий (Balaenoptera acutorostrata) і Lagenorhynchus albirostris, але також можна часто побачити косатку (Orcinus orca). Кит сірий (Eschrichtius robustus) регіонально вимер на початку XVIII століття, найімовірніше, через надмірний китобійний промисел.
Враховуючи те, що майже 11 % поверхні Ісландії вкрито льодовиками й більш як 60 % — це лавові поля або пустелі, єдиним корінним наземним ссавцем Ісландії є песець. Інші ссавці були завезені людиною, свідомо чи ненавмисно. Мишак європейський (Apodemus sylvaticus) майже напевно був завезений до Ісландії першими поселенцями в X й XI століттях, те саме стосується й миші хатньої (Mus musculus). Пацюк сірий (Rattus norvegicus), найвірогідніше, проник до Ісландії на торгових кораблях у XVIII столітті. Mus musculus і Rattus norvegicus мешкають лише в містах і приміських зонах, Apodemus sylvaticus поширений по всій країні — як поблизу людських поселень, так й у віддалених районах. З 1817 року Олень північний (Rangifer tarandus) поширений у багатьох частинах Ісландії. Вид захищений, але обмежений відстріл дозволений для контролю чисельності. Візон річковий (Neovison vison) був завезений у 1930-х роках на хутрові ферми, однак велика кількість тварин утекла. За 35 років вид поширився по всій країні, за винятком центрального нагір'я. Цей кровожерний хижак непокоїть птахів, що гніздяться. На Neovison vison полюють фермери, але чисельність цього виду залишається високою.

## Природоохоронні статуси
Серед зазначених у таблиці видів, 3 мають міжнародний статус під загрозою зникнення, 2 є уразливими.
Для того, щоб позначити охоронний статус кожного виду за оцінками МСОП та Європейського Червоного списку (ЄЧС), використовують такі теги:
| RE | Regionally Extinct | На регіональному рівні вимер        |
| EN | Endangered         | Види під загрозою вимирання         |
| VU | Vulnerable         | Уразливі види                       |
| NT | Near Threatened    | Види, близькі до загрозливого стану |
| LC | Least Concern      | Найменший ризик                     |
| DD | Data Deficient     | Даних недостатньо                   |
| NA | Not Applicable     | Статус не застосовний               |

## Список
| Українська назва                    | Латинська назва            | Автор таксона    | Статус МСОП | Статус ЄЧС | Ареал проживання | Зображення |
| Ряд: Хижі (Carnivora)               |                            |                  |             |            | |            |
| Родина: Псові (Canidae)             |                            |                  |             |            | |            |
| Песець                              | Vulpes lagopus             | Linnaeus, 1758   | LC          | LC         | Розповсюджений по всій території острова, як у гірських, так і в прибережних районах. |            |
| Родина: Куницеві (Mustelidae)       |                            |                  |             |            | |            |
| Візон річковий                      | Neovison vison             | Schreber, 1777   | LC          | NA         | Розповсюджений по всьому острову, крім центрального нагір'я. Переважно селиться поблизу берега моря і біля прісних водойм (річок і озер). |            |
| Родина: Тюленеві (Phocidae)         |                            |                  |             |            | |            |
| Хохлач                              | Cystophora cristata        | Erxleben, 1777   | VU          | NA         | Розмножується на дрейфувальних льодах, поза сезоном розмноження мешкає у шельфовій зоні Північної Атлантики. Звичайний у північних ісландських водах, особливо в зимовий період. За супутниковими мітками хохлач поширений у навколишніх водах аж до Північної Шотландії. |            |
| Тев'як                              | Halichoerus grypus         | Fabricius, 1791  | LC          | LC         | Трапляється по всьому узбережжю Ісландії, але рідше в холодних водах північно-східного і східного узбережжя. |            |
| Тюлень звичайний                    | Phoca vitulina             | Linnaeus, 1758   | LC          | LC         | Поширений навколо Ісландії, але в північній частині трапляється рідше. Прибережний, осілий вид. |            |
| Ряд: Cetartiodactyla                |                            |                  |             |            | |            |
| Родина: Смугачеві (Balaenopteridae) |                            |                  |             |            | |            |
| Смугач малий                        | Balaenoptera acutorostrata | Lacépède, 1804   | LC          | LC         | Має глобальне поширення, але частіше мешкає в холодних водах, часто відвідує прибережні води. |            |
| Смугач сейвал                       | Balaenoptera borealis      | Lesson, 1828     | EN          | EN         | Поширений, у першу чергу, в більш теплих водах на південь і захід від Ісландії. Зазвичай мігрує до більш теплих вод узимку. |            |
| Смугач блакитний                    | Balaenoptera musculus      | Linnaeus, 1758   | EN          | EN         | Трапляється поблизу берегів і в шельфовій зоні Ісландії, але найчастіше біля західної частини острова. Зазвичай мігрує до більш теплих вод узимку. |            |
| Смугач фінвал                       | Balaenoptera physalus      | Linnaeus, 1758   | EN          | NT         | Рідко трапляється поблизу берегів, але поширений навколо Ісландії на континентальному схилі шельфу, де глибина перевищує 400 м. |            |
| Горбатий кит                        | Megaptera novaeangliae     | Borowski, 1781   | LC          | LC         | Вид можна побачити навколо Ісландії — на шельфі й у прибережжі. Мігрує до більш теплих вод узимку, але деякі особини залишаються в ісландських водах у зимовий період. |            |
| Родина: Оленеві (Cervidae)          |                            |                  |             |            | |            |
| Олень північний                     | Rangifer tarandus          | Linnaeus, 1758   | LC          | LC         | Розповсюджений на всьому острові. На зиму тварини мігрують до низин і прибережних районів. |            |
| Родина: Дельфінові (Delphinidae)    |                            |                  |             |            | |            |
| Гринда звичайна                     | Globicephala melas         | Traill, 1809     | DD          | DD         | Можна знайти на шельфі навколо Ісландії, де вид найпоширеніший наприкінці літа. Викидання на берег цього ссавця не є рідкістю в Ісландії. |            |
| Атлантичний білобокий дельфін       | Lagenorhynchus acutus      | Gray, 1828       | LC          | LC         | Майже ніколи не трапляється поблизу суші. Мешкає переважно в теплих водах на південь від Ісландії. |            |
| Біломордий дельфін                  | Lagenorhynchus albirostris | Gray, 1846       | LC          | LC         | Поширений навколо Ісландії: на шельфі й у прибережжі, зрідка наближається до суші. |            |
| Косатка                             | Orcinus orca               | Linnaeus, 1758   | DD          | DD         | Поширений навколо Ісландії, проте, історично найпоширеніший біля східного узбережжя, де переслідує свою найулюбленішу здобич — оселедців. |            |
| Родина: Кит сірий (Eschrichtiidae)  |                            |                  |             |            | |            |
| Кит сірий                           | Eschrichtius robustus      | Lilljeborg, 1861 | LC          | RE         | Регіонально вимер на початку XVIII століття. |            |
| Родина: Фоценові (Phocoenidae)      |                            |                  |             |            | |            |
| Фоцена звичайна                     | Phocoena phocoena          | Linnaeus, 1758   | LC          | VU         | Досить поширений ув ісландських водах, прибережний мігрувальний вид, який часто спостерігають із берегів Ісландії. Фоцен зрідка можна побачити поблизу узбережжя взимку, але вони повертаються туди рано навесні.                                                         |            |
| Родина: Кашалотові (Physeteridae)   |                            |                  |             |            | |            |
| Кашалот                             | Physeter macrocephalus     | Linnaeus, 1758   | VU          | VU         | Найбільш поширений вище схилів континентального шельфу навколо Ісландії. Усі відомі кашалоти в ісландських водах самці; самиці рідко запливають до більш холодних вод. |            |
| Родина: Дзьоборилові (Ziphiidae)    |                            |                  |             |            | |            |
| Пляшконіс високочолий               | Hyperoodon ampullatus      | Forster, 1770    | DD          | DD         | Цю глибоководну тварину рідко можна побачити поблизу суші. Трапляються навколо Ісландії, хоча найчастіше на континентальному шельфі зі сходу та заходу від суші. Викидання на берег цих ссавців — досить поширене явище.                                                  |            |
| Ременезуб атлантичний               | Mesoplodon bidens          | Sowerby, 1804    | DD          | DD         | Вид пов'язаний з океаном, був виявлений лише на півдні країни. |            |
| Ряд: Гризуни (Rodentia)             |                            |                  |             |            | |            |
| Родина: Мишеві (Muridae)            |                            |                  |             |            | |            |
| Мишак європейський                  | Apodemus sylvaticus        | Linnaeus, 1758   | LC          | LC         | Розповсюджений на всій території острова, крім центрального нагір'я. |            |
| Миша хатня                          | Mus musculus               | Linnaeus, 1758   | LC          | LC         | Населяє урбанізовані зони. |            |
| Пацюк мандрівний                    | Rattus norvegicus          | Berkenhout, 1769 | LC          | NA         | Населяє урбанізовані зони. |            |